# Покровський Григорій Іванович

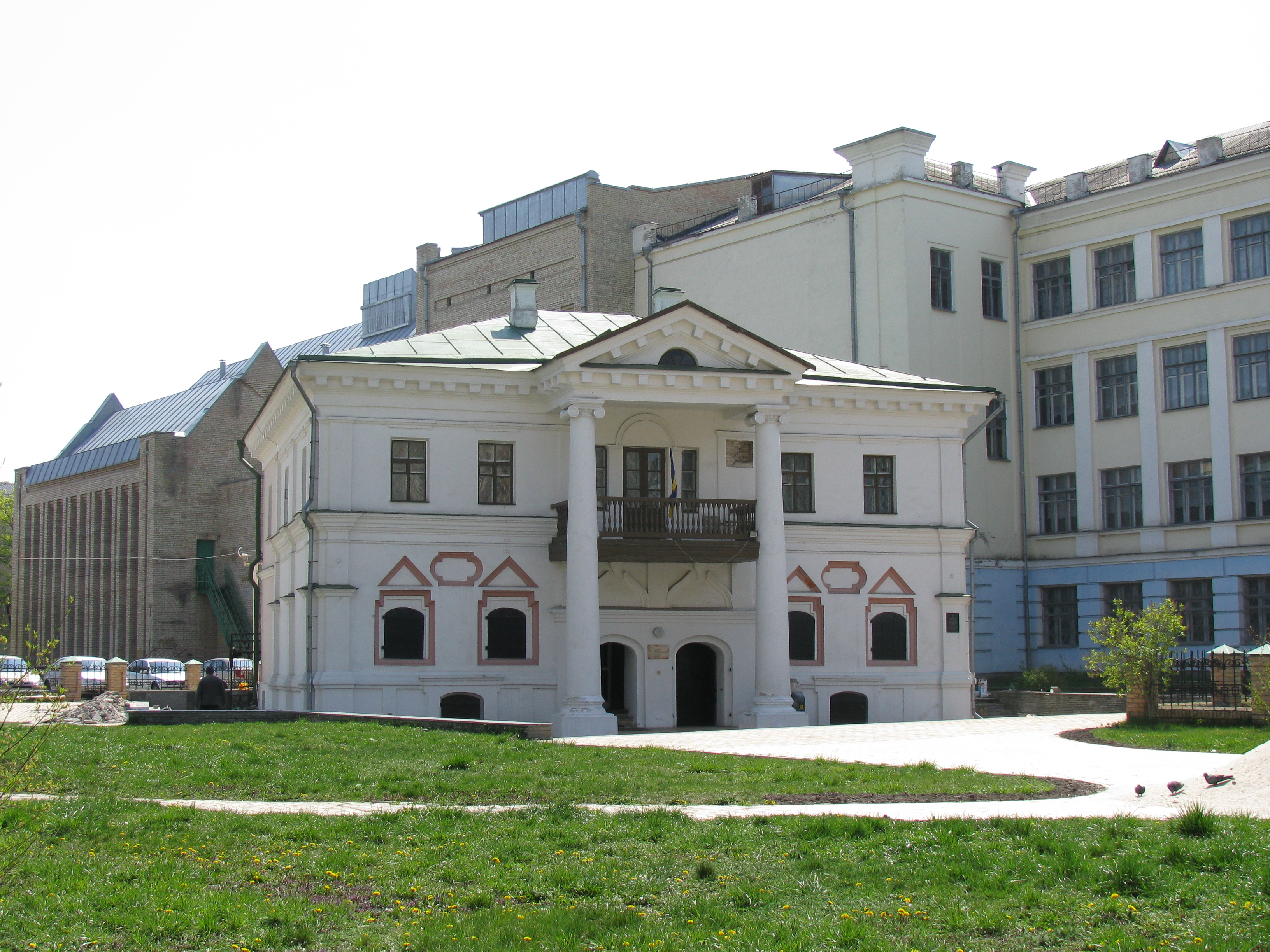
Будинок родини Покровських на Подолі

Покро́вський Григо́рій Іва́нович (17 [29] січня 1819, Київ, Російська імперія — 18 [30] грудня 1897, Київ, Російська імперія) — купець ІІ гільдії, Київський міський голова в 1853 та 1857–1860 роках.

## Біографія
Народився в 1819 році в родині київського купця 2-ї гільдії Івана Петровича Покровського, навчався в Київському дворянському училищі, але не закінчив його.
Починаючи з 1842 року займав виборні посади: депутат для перевірки торгівлі (1842–1845), ратман міської поліції (1846–1849), гласний міської думи (з 1851 року), староста церкви Миколи Набережного (з 1849 року).
Після раптової хвороби та смерті міського голови Івана Ходунова за наказом губернатора справляв посаду міського голови з 27 червня по 5 вересня 1853 року. Продовжуючи бути гласним міської думи, 1854 року обраний засідателем палати цивільного суду.
7 червня 1857 року обраний на посаду київського міського голови та обіймав її до 1860 року.
Помер 18 (30) грудня 1897 року в Києві.

## Нагороди
У 1858 році нагороджений золотою медаллю «За старанну службу» на станіславській стрічці для носіння на шиї.

## Родина
- Дружина — Олександра Андріївна Чайкина.
- Діти — Софія (1842 — 4 січня 1848), Юлія (1844 — 11 січня 1848), Микола (нар. жовтень 1846), Марія (жовтень 1846 — 24 серпня 1848), Леонід (1847 — 3 травня 1948), Микола (березень 1848 — 1 грудня 1848), Олександра (нар. березень 1848), Володимир (нар. серпень 1850), Людмила (нар. 1854), Софія (нар. 1856)[2].

Родина Покровських володіла будинком на Подолі по Спаський вулиці, нині відомою під фольклорною назвою Будинок Мазепи.